# 纳乌萨
纳乌萨（希臘語：Νάουσα），官方正式名称为纳乌萨英雄城市镇（Δήμος Ηρωικής Πόλης Νάουσας），是希腊中马其顿大区伊马夏专区的市镇。市镇面积为425.5平方公里，2021年人口数量为30,054人。
现今范围的市镇设立于2011年地方政府改革中，由原3个市镇合并而成，原市镇则成为此市镇的3个市区。纳乌萨市区（即原纳乌萨市镇）的面积为300.891平方公里，2021年人口数量为19,706人。